# Lanza sagrada

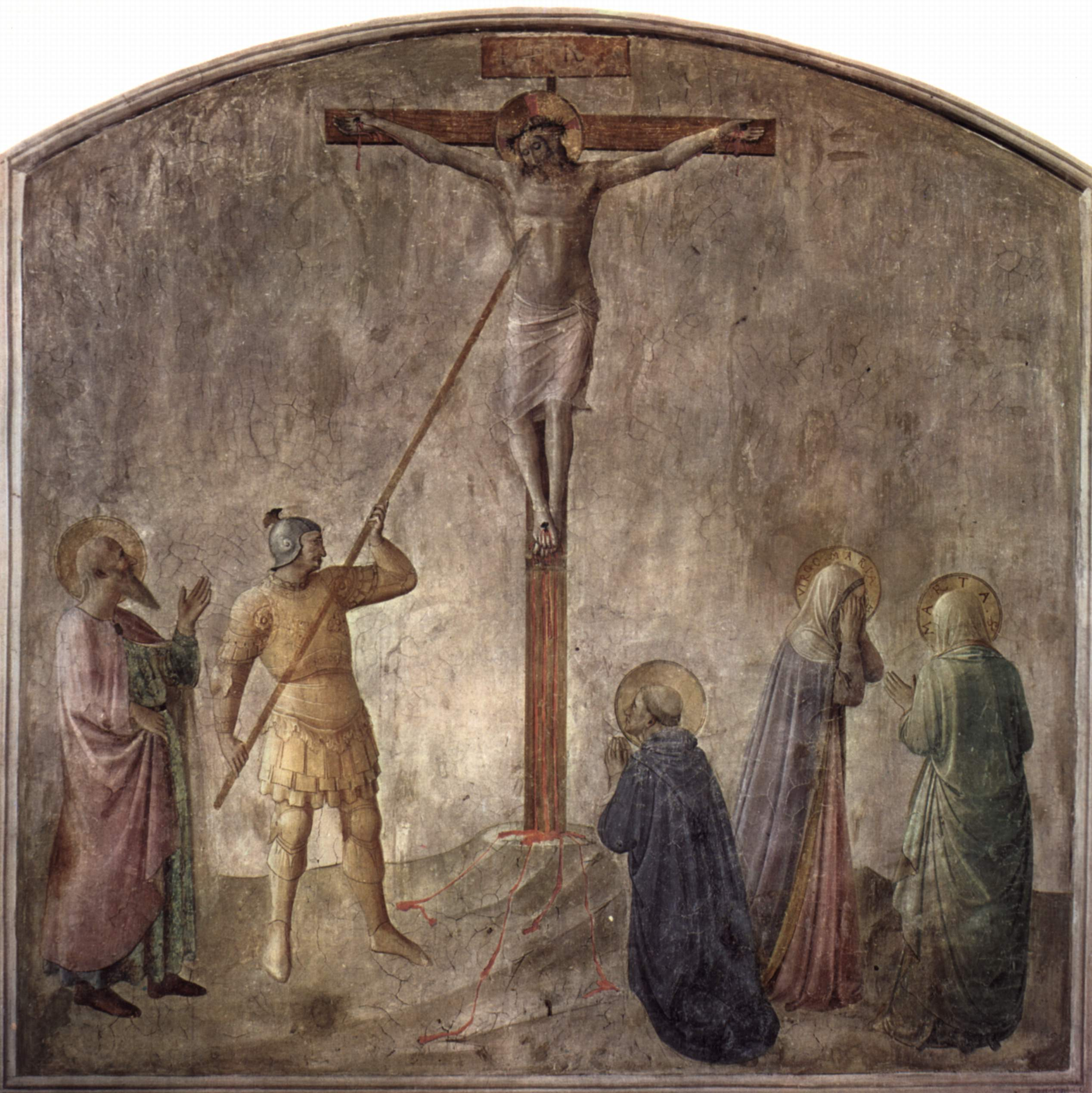
Jesús es atravesado en un costado por la lanza de un soldado romano. Fray Angélico (vc. 1440), Monasterio Dominico de San Marcos, Florencia.

La lanza sagrada (también conocida como lanza del destino, lanza de Longino o lanza de Cristo) es el nombre que se dio a la lanza con la que un soldado romano, llamado Longino según un texto bíblico apócrifo, atravesó el cuerpo de Jesús cuando estaba en la cruz.

## Longino

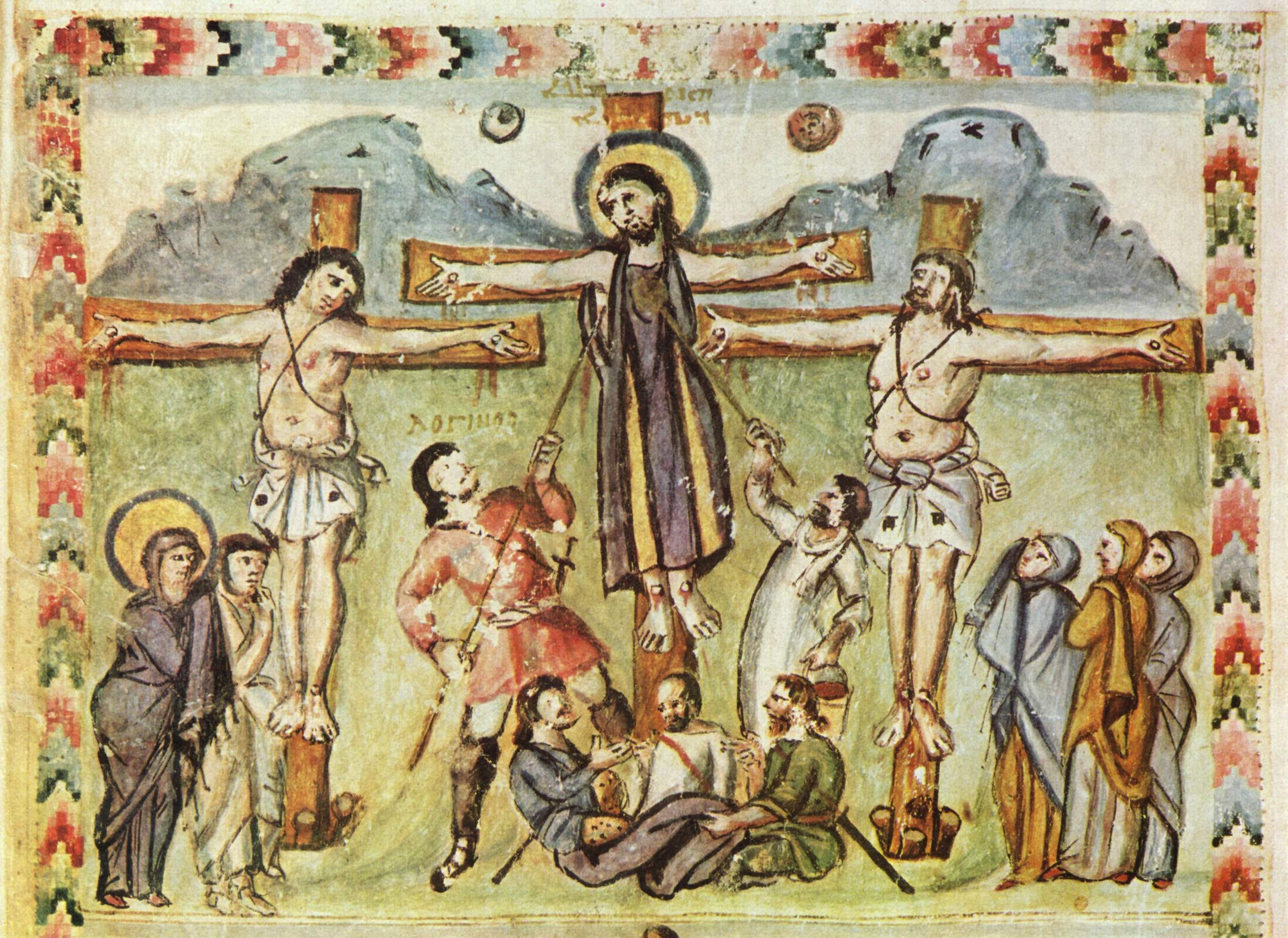
Miniatura de la Crucifixión, Evangelios de Rábula.

### La lanza del Vaticano

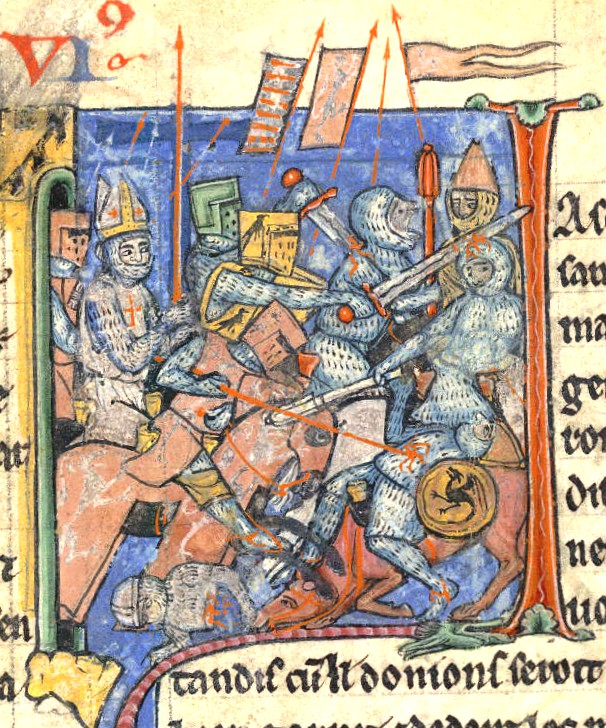
Ilustración de Ademaro de Monteil en la que se narra cómo se porta la lanza sagrada.

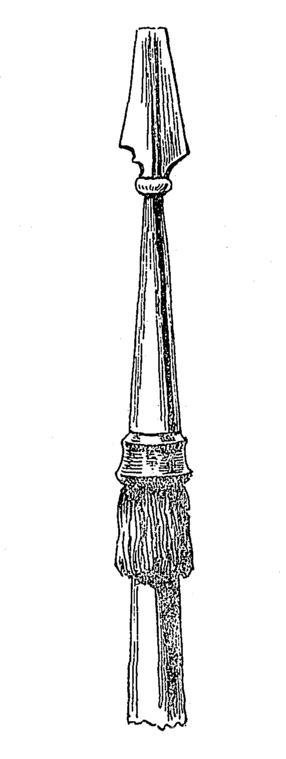
Lanza sagrada del Vaticano. La lanza era desconocida hasta que San Antonino de Piacenza (570 d. C.), describiendo los lugares santos de Jerusalén, dice que él había visto en la Basílica del monte de Sion «la corona de espinas con la cual coronaron a nuestro Señor y la lanza con la cual le perforaron en el costado».

### La lanza de Echmiadzin

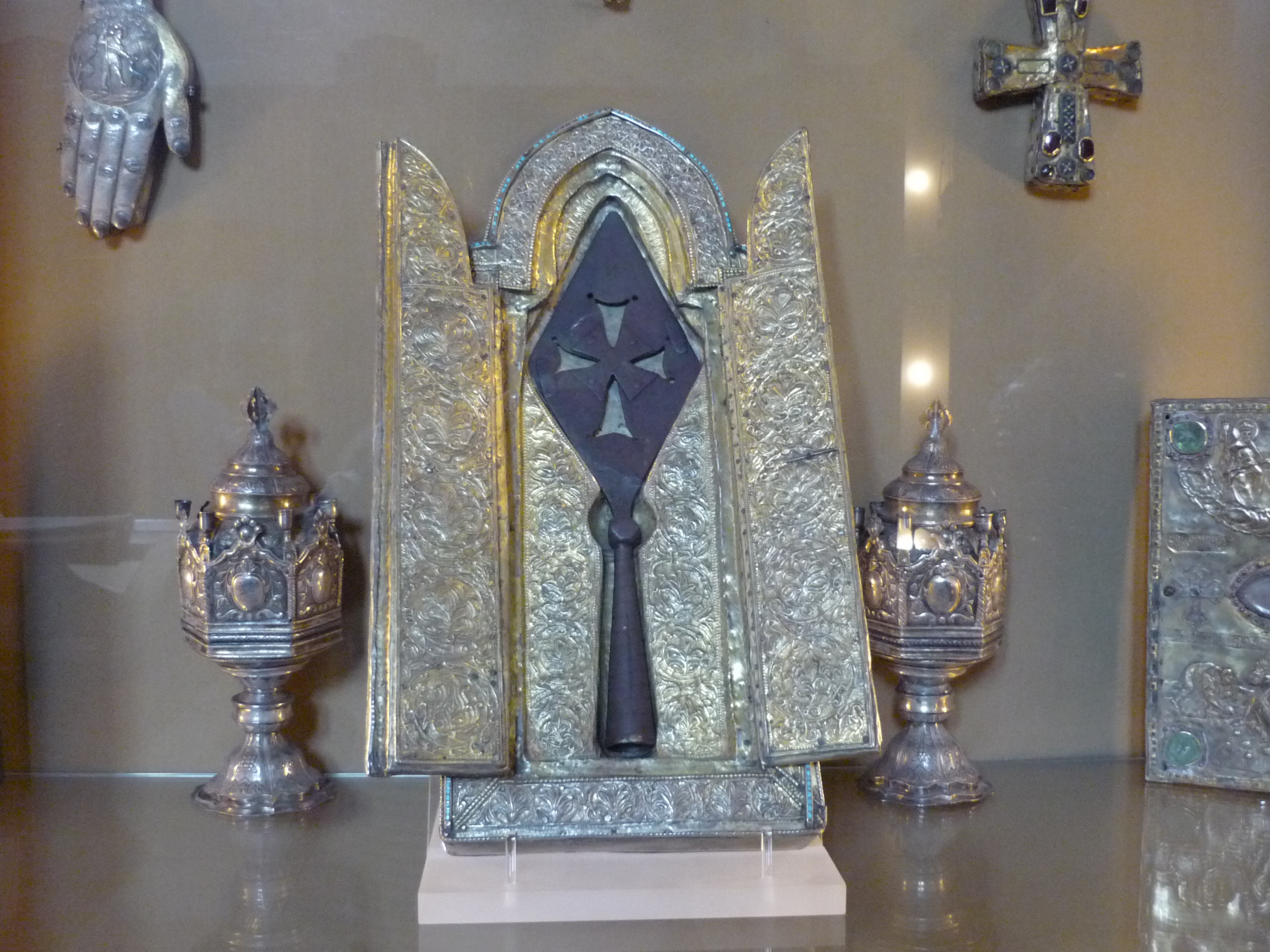
Lanza sagrada de Echmiadzin, Armenia.

### La lanza de Viena (Lanza Hofburg)

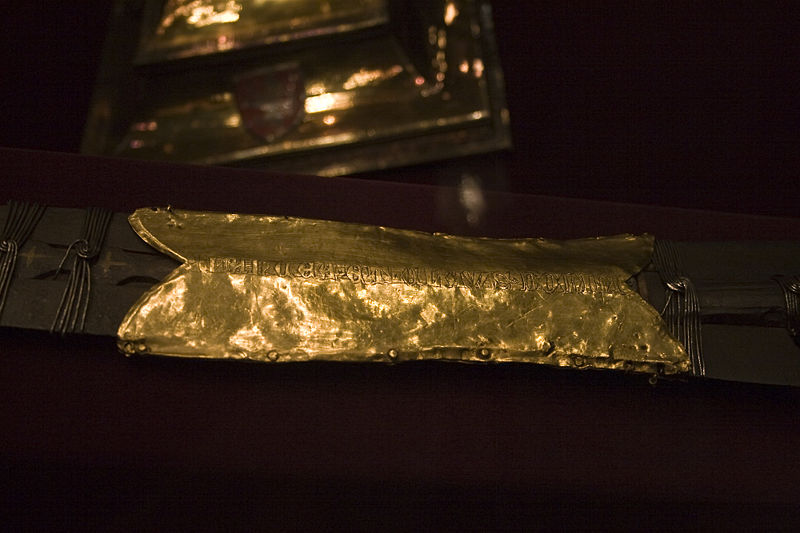
Detalle de la Inscripción de La lanza de Viena.

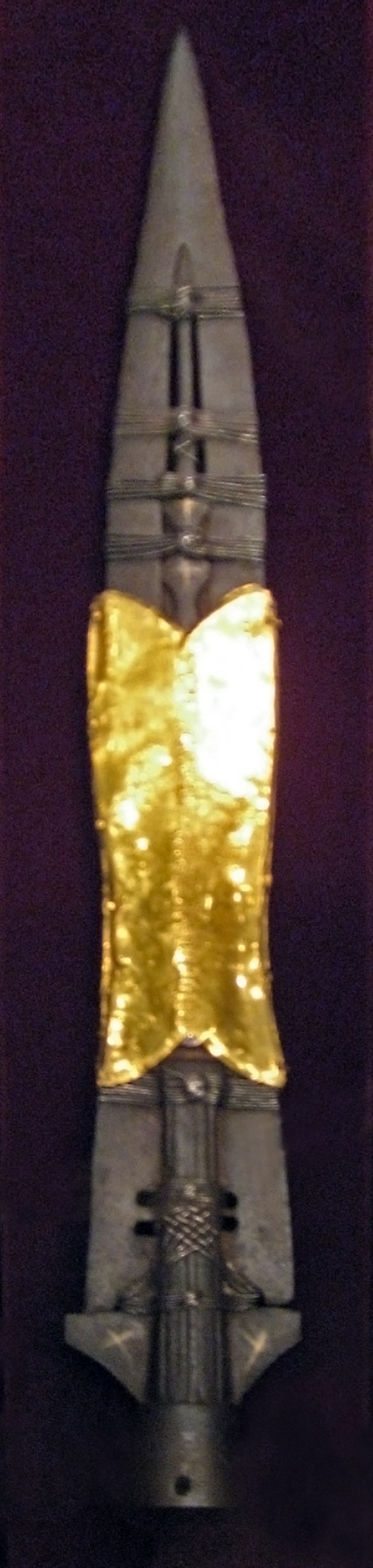
Lanza de Viena expuesta en el Museo Schatzkammer.